# Arabis davisii
Arabis davisii är en korsblommig växtart som beskrevs av Hayri Duman och A. Duran. Arabis davisii ingår i släktet travar, och familjen korsblommiga växter. Inga underarter finns listade i Catalogue of Life.